# Michael Poliza
Michael Poliza (* 1. Januar 1958 in Hamburg) ist ein deutscher Schauspieler, Unternehmer, Autor und Fotograf.

## Leben
Poliza wuchs als Kind einer Gastronomenfamilie in Hamburg auf, welche die Kneipe Old Inn betrieb. Bereits in seiner frühen Jugend wurde sein schauspielerisches Talent entdeckt. Er bekam Hauptrollen im Fernsehfilm Tadellöser und Wolff oder der ZDF-Fernsehserie Unsere heile Welt und wurde damit ein Kinderstar im deutschsprachigen Fernsehen. Im Laufe seiner Jugend wirkte Poliza in über 70 Fernseh- und Spielfilmproduktionen mit, bevor er als Austauschschüler in die USA ging. Dort freundete sich der computerbegeisterte Informatikstudent unter anderem mit Bill Gates an.
Als 23-Jähriger gründete Poliza seine erste IT-Firma und begann als Pionier seiner Branche damit, IBM-Computer erstmals nach Deutschland zu importieren. Im Alter von nur 26 Jahren war er bereits zum Selfmade-Millionär geworden und baute mehrere erfolgreiche Unternehmensgruppen in den USA und Deutschland auf. Beim Platzen der Dotcom-Blase im März 2000 verlor Poliza einen Großteil seines Vermögens.
Nach einer privaten Krise entschloss sich Poliza im Jahr 1997 dazu, seine IT-Firma zu verkaufen und die Fotografie zu seinem Beruf zu machen.
Michael Poliza ist der Bruder des Schauspielers und Unternehmers Andreas Poliza.

## Werke
- Die Reise der „Starship“. In 1000 Tagen um die Welt. Buch und CD-ROM (mit Peter Sandmeyer). Frederking & Thaler, München 2001, ISBN 3-89405-450-6.
- Africa. TeNeues, Kempen 2006, ISBN 3-8327-9127-2; Neuausgabe 2015, ISBN 978-3-8327-9866-6.
- The Essential Africa. TeNeues, Kempen 2007, ISBN 978-3-8327-9197-1.
- Eyes Over Africa. TeNeues, Kempen 2007, ISBN 978-3-8327-9209-1.
- Antarctic. A Tribute to Life in the Polar Regions. TeNeues, Kempen 2009, ISBN 978-3-8327-9317-3.
- Classic Africa. TeNeues, Kempen 2010, ISBN 978-3-8327-9374-6.
- South Africa (mit Dominique le Roux). TeNeues, Kempen 2010, ISBN 978-3-8327-9390-6.
- Kenya. TeNeues, Kempen 2011, ISBN 978-3-8327-9584-9.
- Die Schönheit dieser Erde. 365 fotografische Liebeserklärungen an unseren Planeten (mit Tilman Botzenhardt). Gruner + Jahr, Hamburg 2013, ISBN 978-3-652-00268-4.

## Auszeichnungen
- 2008: Deutscher Fotobuchpreis für Eyes Over Africa